# 得伟
得伟（DeWalt，商標作DᴇWALT），是一個美國的專業電動工具品牌。該品牌主要提供建築施工、製造業及木工等專業電動工具。

## 外部鏈結
- 官方网站
- 官方网站（简体中文）
- DEWALT的Facebook專頁